# 158623 Perali
158623 Perali è un asteroide della fascia principale. Scoperto nel 2003, presenta un'orbita caratterizzata da un semiasse maggiore pari a 2,2979509 UA e da un'eccentricità di 0,1346835, inclinata di 6,59835° rispetto all'eclittica.